# انتخابات رهبری حزب محافظه‌کار بریتانیا (اکتبر ۲۰۲۲)
انتخابات رهبری حزب محافظه کار اکتبر ۲۰۲۲ (به انگلیسی: October 2022 Conservative Party leadership election) در ۲۰ اکتبر ۲۰۲۲ با اعلام استعفای لیز تراس از سمت رهبری حزب محافظه کار و نخست‌وزیری بریتانیا که دوران کوتاه نخست‌وزیری وی با بحران اقتصادی و چالش بودجه تراس برای مالیات بر درآمد او با بحران دولتی مخدوش شد. ریشی سوناک بدون مخالفت اعضای مجلس نمایندگان برای این سمت انتخاب شد.
در انتخابات رهبری حزب محافظه‌کار بریتانیا (ژوئیه–سپتامبر ۲۰۲۲)  تراس پس از استعفای بوریس جانسون که با مواردی از رسوایی‌های سیاسی مواجه شده و به بحران دولتی ختم شد، به عنوان رهبر حزب انتخاب گردید. تراس در ۵ سپتامبر ۲۰۲۲ رهبر حزب شد و روز بعد به عنوان نخست‌وزیر اعلام شد.

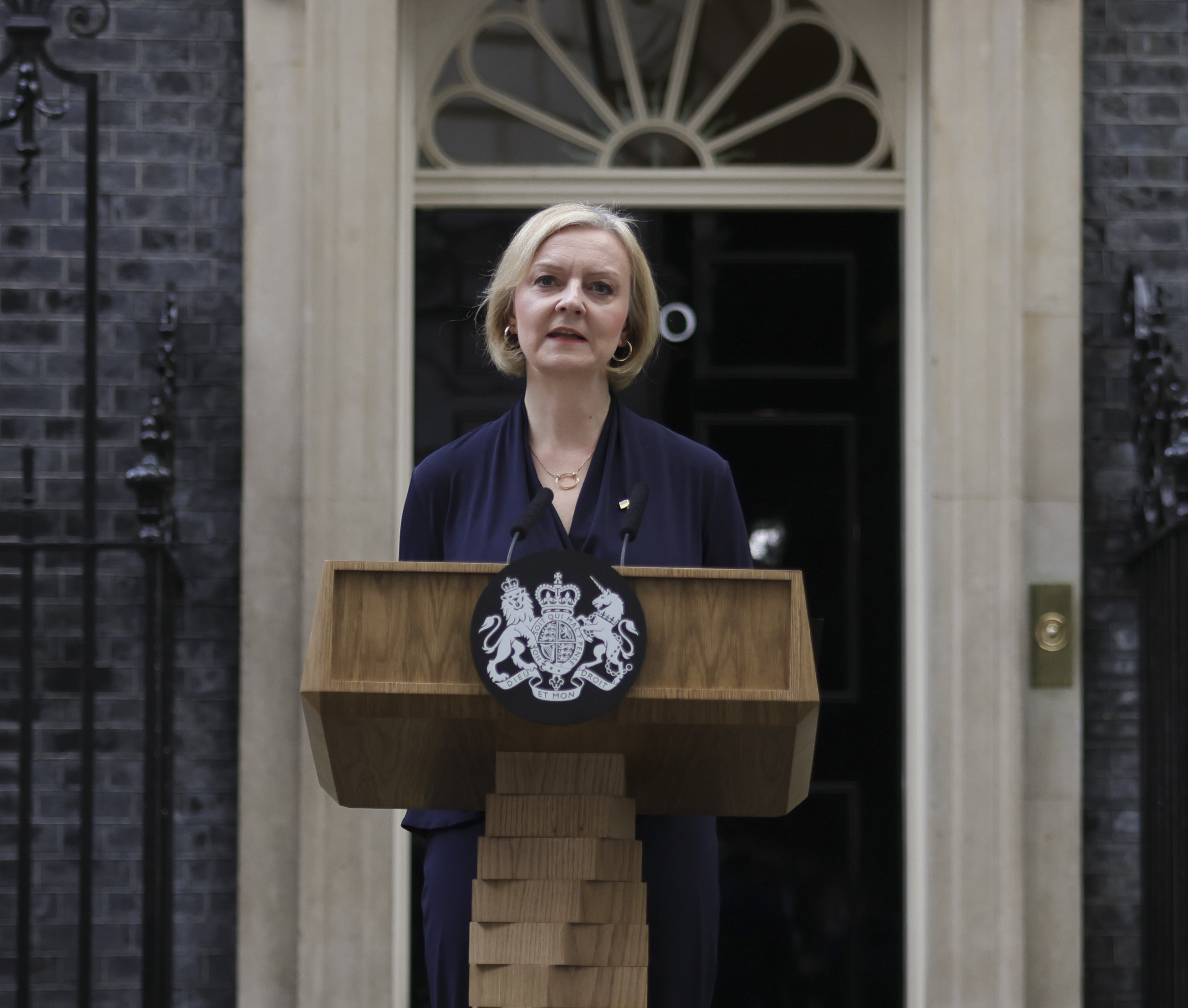
لیز تراس در ۲۰ اکتبر ۲۰۲۲ اعلام کرد که قصد دارد از رهبری محافظه کار استعفا دهد.

- کیمی بادناک، وزیر امور خارجه تجارت بین‌الملل (سپتامبر ۲۰۲۲ – در حال حاضر)، نماینده زعفران والدن (۲۰۱۷–اکنون)[۱] (تأیید شده ریشی سوناک)[۲]
- سوئلا براورمن، وزیر کشور سابق (سپتامبر تا اکتبر ۲۰۲۲)، نماینده مجلس فرهام (۲۰۱۵ تا کنون) (تأیید ریشی سوناک)[۳]
- جیمز کلورلی، وزیر امور خارجه (سپتامبر ۲۰۲۲ – در حال حاضر)، MP برای Braintree (۲۰۱۵–اکنون)[۴] (تأیید بوریس جانسون، متعاقباً Rishi Sunak)[۵]
- مایکل گوو، وزیر امور خارجه سابق برای ارتقاء سطح، مسکن و جوامع (سپتامبر ۲۰۲۱) – ژوئیه ۲۰۲۲)، نماینده ساری هیث (۲۰۰۵–اکنون)[۶] (تأیید شده ریشی سوناک)[۷]
- جرمی هانت، وزیر دارایی (اکتبر ۲۰۲۲). – در حال حاضر)، نماینده مجلس جنوب غربی ساری (۲۰۰۵–اکنون)[۸] (تأیید شده ریشی سوناک)[۹]
- ساجد جاوید، وزیر دارایی سابق (ژوئیه ۲۰۱۹). – فوریه ۲۰۲۰)، نماینده مجلس برومزگرو (۲۰۱۰–اکنون) (تأیید شده ریشی سوناک)[۱۰]
- براندون لوئیس، وزیر امور خارجه در امور دادگستری (سپتامبر ۲۰۲۲ – در حال حاضر)، نماینده مجلس بزرگ یارموث (۲۰۱۰–اکنون) (تأیید شده ریشی سوناک)[۱۱]
- ترزا می، نخست‌وزیر سابق (ژوئیه ۲۰۱۶ – ژوئیه ۲۰۱۹)، نماینده مجلس Maidenhead (۱۹۹۷–اکنون)[۱۲]
- گرانت شاپس، وزیر کشور (اکتبر ۲۰۲۲ – در حال حاضر)، نماینده مجلس برای Welwyn Hatfield (۲۰۰۵–اکنون)[۱۳] (تأیید شده Rishi Sunak)[۱۴]
- تام تاگندات، وزیر دولت در امور امنیت (سپتامبر ۲۰۲۲ – در حال حاضر)، نماینده تونبریج و مالینگ (۲۰۱۵–اکنون)[۱۵] (تأیید شده ریشی سوناک)[۱۶]
- بن والاس، وزیر دفاع ایالات متحده (ژوئیه ۲۰۱۹). – در حال حاضر)، نماینده مجلس وایر و پرستون نورث (۲۰۰۵–اکنون) (تأیید بوریس جانسون)[۱۷]